# Libutius
Libutius (zm. w lutym lub 15 marca 961) – mnich benedyktyński z klasztoru św. Albana w Moguncji. W Boże Narodzenie roku 959 został wyświęcony przez arcybiskupa Hamburga Adaldaga na biskupa misyjnego Rusi, o którego prosiła cesarza Ottona I (pragnącego zapobiec wciągnięciu Rusi do sfery wpływów Bizancjum) wielka księżna kijowska Olga. Przez rok nie wyjechał jednak na Ruś (powodów tej zwłoki nie znamy) i zmarł na początku 961 roku. Jego następcą został Adalbert, późniejszy pierwszy arcybiskup Magdeburga.